# Kenji Utsumi
Kenji Utsumi (内海 賢二 Utsumi Kenji?) (Kitakyūshū, 26 de agosto de 1937 – Shinjuku, 13 de junio de 2013) fue un seiyū y actor japonés, fundador de la agencia de talentos japonesa Ken Production. Estuvo casado con la seiyū Michiko Nomura.
Conocido por sus roles en Sally, la bruja como padre de Sally, en Fist of the North Star como Raoh y Kaioh, en Dr. Slump como Senbei Norimaki, en Dragon Ball como Shenlong, Comandante Red, Recoome y locutor del Tenkaichi Budōkai, en Fullmetal Alchemist como Alex Louis Armstrong y Hajime no Ippo como el entrenador Kamogawa. También dobló las voces de los actores Steve McQueen, Sammy Davis, Jr., Victor Mature y Robert Shaw.
Recibió un premio por su trayectoria en la tercera edición de los Seiyū Awards.
Falleció de una peritonitis cancerosa el 13 de junio de 2013 a los 75 años.

## Roles interpretados

### Anime
- Akazukin Chacha (Cloud)
- Angel Links (Duuz Delax Rex)
- Anpanman (Kurayamiman)
- Astroboy (2003) (Tokugawa)
- Basilisk (Mino Nenki)
- Beelzebub (Kusubonobu, Wasboga)
- Cat's Eye (Chief)
- Cowboy Bebop (Appledelhi Siniz Hesap Lütfen)
- Cyborg 009 (1968) (Albert Heinrich/Cyborg 004)
- Dash Kappei (Joe Cocker)
- Detective Conan (Kozaburo Hijikata, Tomoyuki Okusu)
- Dr. Slump (Senbei Norimaki)
- Dragon Ball (Shenlong, locutor del Tenkaichi Budōkai, Comandante Red, Senbei Norimaki, Mutaito)
- Dragon Ball Z (Shenlong (primera voz), Recoome)
- Dragon Ball GT (Shenlong)
- One Outs (Tsuneo Saikawa)
- El Puño de la Estrella del Norte (Raoh)
- El Puño de la Estrella del Norte 2 (Raoh, Kaioh)
- El Rey Arturo (Gastar)
- Fullmetal Alchemist (Alex Louis Armstrong)
- Fullmetal Alchemist: Brotherhood (Alex Louis Armstrong, Phillip Gargantos Armstrong)
- Hajime no Ippo (Kamogawa Genji)
- Kämpfer (Burnt Alive Lion)
- La rosa de Versalles (Coronel de Jarjeyes)
- Needless (Gido)
- Outlaw Star (Duuz Delax Rex)
- RahXephon (Shirou Watari)
- Paranoia Agent (Akio Kawazu)
- Petite Princess Yucie (Devil (Demon King))
- Mach GoGoGo (original) (Inspector Rokugō ["Inspector Detector"])
- Ganba no Bōken (Yoisho)
- Saber Marionette J to X (Kamatarou Hanagata)
- Saint Seiya (Odin)
- Sally, la bruja (1966) (Sally's Papa)
- Sally, la bruja (1989) (Sally's Grandfather)
- Shin Kyojin no Hoshi (Bill Sander)
- Shin Mazinger Shōgeki! Z hen (Hades)
- Shinzo Ningen Casshan (Braiking Boss)
- Slayers Evolution-R (Dune)
- Hunter × Hunter (2011) (Capitán)
- Touch (Eiichirou Kashiwaba)
- Casshern Sins (Braiking Boss)
- Berserk (1997) (Zodd)
- Mayoi Neko Overrun! (Kikai Kōshaku)
- Kurenai Sanshiro (Narrador)
- Kyojin no Hoshi (Fumio Fujimura)
- Ōgon Bat (Gaby)
- Warau Salesman (Mamoru Kigami)

### OVA
- Burn Up Excess (Genjiro Jingu)
- Legend of the Galactic Heroes (Sidney Sitolet)
- Casshan: Robot Hunter  (Braiking Boss)
- Macross Plus (Millard Johnson)
- Hunter × Hunter (pilot OVA) (Captain)
- JoJo's Bizarre Adventure (Daniel J. D'Arby)

### Películas de animación
- Le llamaban Shin-chan (Vin)
- Mazinger Z vs. The Great General of Darkness (Juuma Shogun)
- Crayon Shin-chan: Super-Dimension! The Storm Called My Bride (Masuzo Kaneari)
- Uchu Enban Daisenso (Officer Blacky)
- El Gato con Botas (Daniel)
- Doraemon, Odisea En El Espacio (Angolmois)
- Películas de Dragon Ball (Shen-Long)
- One Piece: The Movie (Eldoraggo)
- Slayers Return (Galev)

### Videojuegos
- Cowboy Bebop: Tsuioku no Yakyoku (Gonza)
- Dissidia: Final Fantasy (Garland)
- Final Fantasy Type-0 (Commandant)
- Killzone 2 (Scolar Visari)
- Metal Gear Solid 3: Snake Eater (Colonel Yevgeny Borisovitch Volgin)
- Sonic the Hedgehog (Duke of Soleanna)
- Spyro 2: Ripto's Rage! (Ripto)
- Tatsunoko Fight (Braiking Boss)
- Transformers: Armada The Game (Onslaught)
- Space Channel 5 (Chief Blank)

### CD Drama
- JoJo no Kimyō na Bōken CD Drama (Joseph Joestar) (Volúmenes 1 & 3)

### Doblaje
- An American Tail (Tiger)
- Fievel va al Oeste (Tiger)
- An American Tail: The Treasure of Manhattan Island (Tiger)
- An American Tail: The Mystery of the Night Monster (Tiger)
- Batman (TV Asahi edition) (Joker (Jack Nicholson))
- Batman: la serie animada (The Sewer King)
- Diamonds Are Forever (1990 TBS edition) (James Bond (Sean Connery))
- Die Hard (Hans Gruber)
- Dragonball Evolution (Sifu Norris)
- Ducktales (Scrooge McDuck)
- Ducktales, the Movie: Treasure of the Lost Lamp (Merlock)
- FernGully: Las Aventuras de Zak y Crysta (Hexxus)
- Desde Rusia con amor (TBS and TV Asahi editions) (Red Grant)
- Héroes fuera de órbita (1999) (Sarris)
- Hot Shots! Part Deux (Saddam Hussein)
- Tiburón (Quint)
- La tienda de los horrores (Audrey II)
- Live and Let Die (TBS edition) (Doctor Kananga/Mister Big)
- The Living Daylights (TBS edition) (Brad Whitaker)
- Trilogía cinematográfica de El Señor de los Anillos (Gimli)
- Matrix (Fuji TV edition) (Morpheus)
- Moonraker (TBS edition) (Sir Hugo Drax)
- Nunca digas nunca jamás (Fuji TV and TV Asahi editions) (Maximillian Largo)
- Rocky (Apollo Creed (Carl Weathers)
- Rocky II (Apollo Creed (Carl Weathers))
- Rocky III (Apollo Creed (Carl Weathers))
- Rocky IV (Apollo Creed (Carl Weathers))
- Shrek series (Wolf)
- Son of the Mask (Odin)
- Star Trek: La serie original (Montgomery "Scotty" Scott (second voice))
- Tarzán (Kerchak)
- Tortugas Ninja Mutantes Adolescentes (BS2 edition) (Shredder)
- Thomas y sus amigos (Gordon the Big Engine)
- El mañana nunca muere (Fuji TV edition) (Jack Wade)
- Total Recall (Richter)
- Tremors (Earl Basset)
- ¿Quién engañó a Roger Rabbit? (Detective Eddie Valiant (Bob Hoskins))
- Budgie The Little Helicopter (Chuck and Lionel)